# Nigranitida irwini
Nigranitida irwini är en tvåvingeart som beskrevs av Webb 2004. Nigranitida irwini ingår i släktet Nigranitida och familjen stilettflugor. Inga underarter finns listade i Catalogue of Life.